# Lyctus patagonicus
Lyctus patagonicus är en skalbaggsart som beskrevs av Santoro 1960. Lyctus patagonicus ingår i släktet Lyctus och familjen kapuschongbaggar. Inga underarter finns listade i Catalogue of Life.